# Barb roig

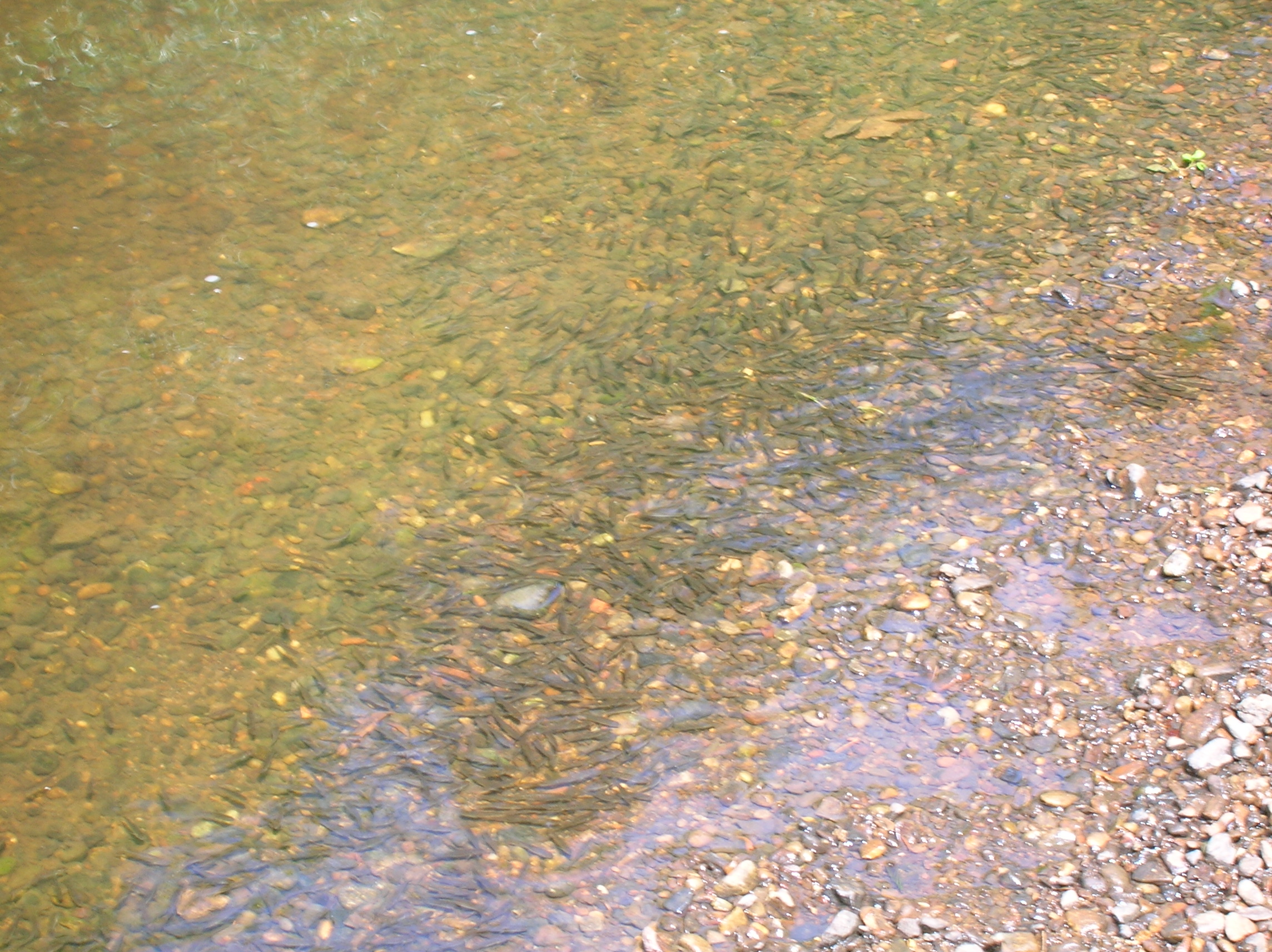
Exemplars d'Escòcia

El barb roig o panxana (a la Catalunya del Nord) (Phoxinus phoxinus) és un peixet gregari de talla molt petita. S'utilitza com a esquer i aliment per a les truites en algunes piscifactories.

## Morfologia
És un petit ciprínid que difícilment sobrepassa els 12 cm de longitud, encara que les femelles acostumen a ser una mica més grans que els mascles. El pes màxim que assoleix és de 10 g.
Té el cap allargat, ample i robust, lleugerament aplanat. El cos és prim, però no fortament comprimit. Té el peduncle caudal curt i alt.
L'aleta pectoral té forma de ventall en els mascles, mentre que en les femelles és més petita i aguda. Als adults, el marge posterior de l'aleta pectoral els arriba a l'origen de l'aleta ventral (14-16 radis). Tenen l'origen de l'aleta ventral bastant més endavant que l'origen de l'aleta dorsal (8 radis). L'aleta anal (8 radis) s'origina per sota de la inserció de l'aleta dorsal. Té l'aleta caudal profundament doblegada, amb uns 19 radis.
La coloració és fosca, amb petites franges transversals de color daurat-blanc. Els mascles presenten tubercles nupcials, presents a la part dorsal, lateral i ventral del cap.
Arriba a la maduresa sexual als 35-45 mm, entre el segon i tercer any de vida.

## Hàbitat
Habita en aigües fredes i ben oxigenades de rius, estanys i llacs poc profunds. És un peix de superfície i molt actiu. Pot viure sobre diversos substrats, però prefereix les superfícies pedregoses. De vegades formen bancs de centenars d'individus.

## Reproducció
L'època de reproducció varia des de principi d'abril a setembre. Abans de la reproducció, l'agrupació de peixos migra per trobar una zona apta per a la posta. Els individus que formen un banc de peixos es disgreguen en uns quants centres de reproducció. Un o dos mascles (de vegades tres) segueixen una femella madura. L'acte de reproducció s'inicia quan el mascle acaricia la femella i neden paral·lelament. S'han observat mascles que es van tornant de dos en dos. La fecunditat oscil·la entre 200 i 1000 ous per femella.
Durant el període de reproducció es posa de manifest un clar dimorfisme sexual; el mascle llueix colors llampants sobretot a les aletes on predominen tonalitats vermelloses.

## Alimentació
És especialment insectívor, devorant larves d'insectes i crustacis.

## Distribució
És cada vegada més comú, pel fet de trobar-se en expansió. D'origen europeu, el barb roig procedeix d'una introducció molt recent, efectuada per pescadors poc abans del 1989, any que es van localitzar els primers exemplars a la riera Major. La seua propagació ha estat molt ràpida: va començar poblant els trams mitjans i baixos de la riera Major i la capçalera de la riera de Merlès. Al moment actual s'estén per bona part de la riera de Merlès, la conca de la Tordera i la majoria de la del riu Ter, on és present fins i tot en afluents menors, com les rieres de Sora i de Balà, però no arriba als sectors més alts de les capçaleres, com fan el barb de muntanya (Barbus meridionalis), el barb cua-roig i la truita comuna.
També és molt abundant en els rierols de muntanya com ara els torrents de la Cerdanya, al vessant del Cadí. També és freqüent al Segre, a l'Alt Urgell. És abundant a les zones on s'embassa el riu i forma aiguamolls, on fàcilment destaquen els enormes i densos bancs que forma.

## Problemàtica
El baró afecta negativament la bagra i el barb de muntanya.
No té un gran impacte ecològic, ja que és de mida molt petita, encara que pot provocar un impacte en la vegetació aquàtica, ja que viu en grans grups.